# Sthenelos (Sohn des Perseus)
Sthenelos (altgriechisch Σθένελος Sthénelos), der Sohn des Perseus und der Andromeda, war in der Griechischen Mythologie König von Tiryns. Laut der Bibliotheke des Apollodor (2,5,9) war Sthenelos, ebenso wie sein Bruder Alkaios, der Sohn des Androgeos, Sohn des Minos.
Nach dem Tode seines Vaters erhielt sein Bruder Elektryon die Landesteile Midea und Mykene, sein anderer Bruder Alkaios erhielt Tiryns. Alkaios’ Sohn Amphitryon trat die Nachfolge seines Vaters in Tiryns an und erhielt von Elektryon auch den Rest des Landes. Als er jedoch versehentlich Elektryon tötete, nahm sein Onkel Sthenelos dies zum Anlass ihn zu verbannen, um selbst den Thron zu besteigen.
Sthenelos heiratete Nikippe, die Tochter des Pelops, oder Artibia (oder Antibia), Tochter des Amphidamas, oder Amphibia, Tochter des Pelops, oder Menippe oder Kalliphobe (?) und zeugte Alkyone, Medusa und Eurystheus, außerdem den Argonaut Iphis (oder Iphitos). Nach Hyginus Mythographus wurde er in hohem Alter von Hyllos, dem Sohn des Herakles, getötet.